# Peszitta
Peszitta (syr. Feshittō – „powszechny”, w odróżnieniu od przekładu syro-heksaplarnego) – przekład całej Biblii na język syryjski. Peszitta traktowana bywa jako odpowiednik łacińskiej Wulgaty, jednak pochodzenie tej nazwy jest odmienne. Ten sam termin odnosi się do dwóch osobnych dzieł: przekładów Starego i Nowego Testamentu, które mają odrębne procesy genezy i czasy powstania. Stary Testament został przełożony z języka hebrajskiego, ale w niektórych partiach zrewidowany został w oparciu o Septuagintę. Nowy Testament został przełożony z języka greckiego. Przekład Starego Testamentu powstał prawdopodobnie jeszcze w II wieku n.e., kiedy chrześcijaństwo zaczęło odgrywać istotną rolę na pograniczu rzymsko-partyjskim w Edessie i Adiabene. Był i do dzisiaj jest oficjalnym przekładem chrześcijan syryjskich. Przekład  Nowego Testamentu powstał w V wieku i ma inną, bardziej skomplikowaną historię.
Tekst Starego Testamentu na ogół jest bliższy tekstowi masoreckiemu niż Septuagincie, niemniej w niektórych księgach tekst jest bliższy Septuagincie. Spekulowano także na temat zależności tekstualnej od targumów, dziś jednak większość uczonych przyjmuje, że ewentualna zależność musiałaby być pośrednią, polegającą na korzystaniu ze wspólnych wcześniejszych źródeł. Bibliści oznaczają Peszittę przy pomocy siglum P. 

## Ogólna charakterystyka

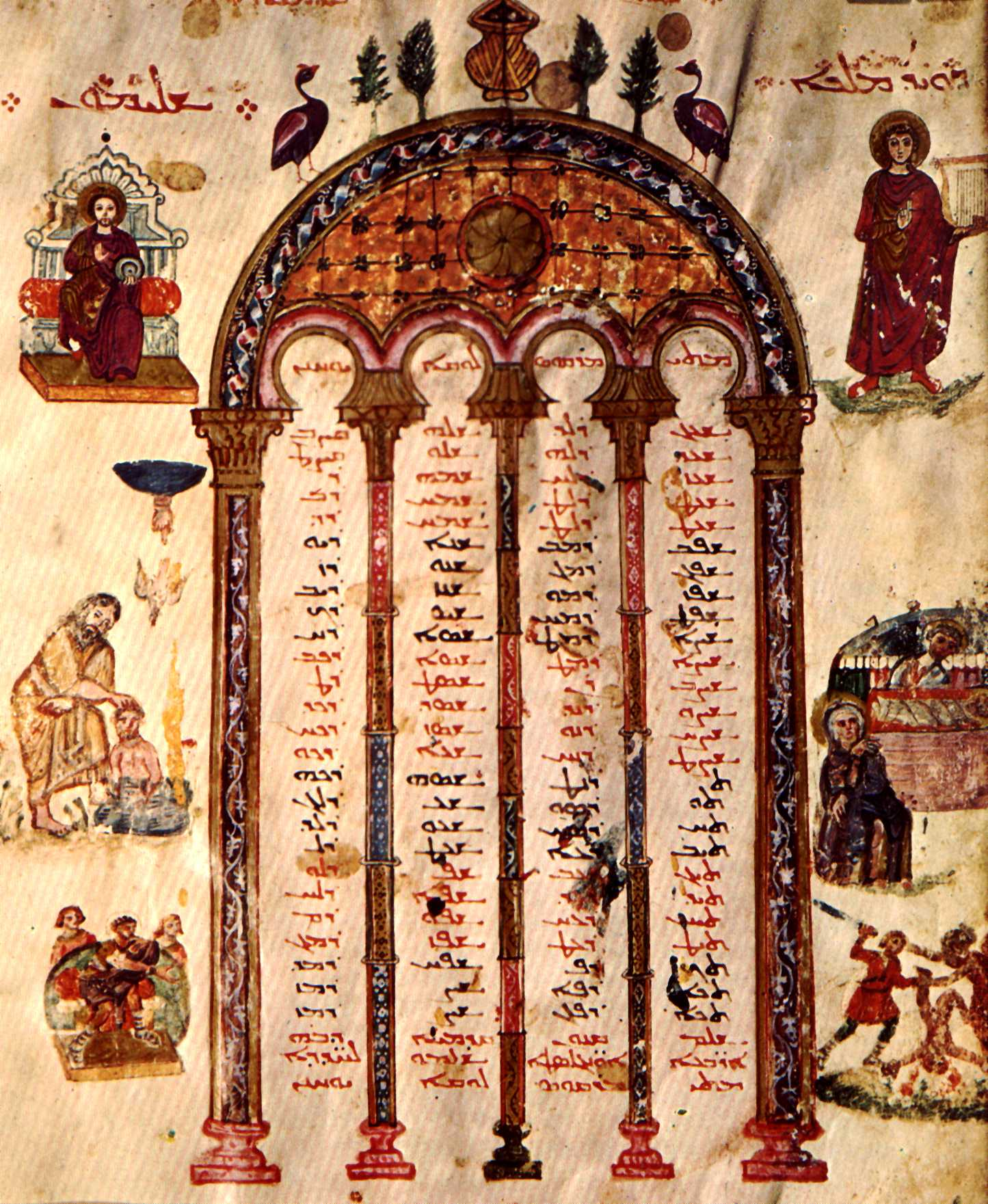
Tablica Kanonów Euzebiusza w Ewangeliach Rabbuli

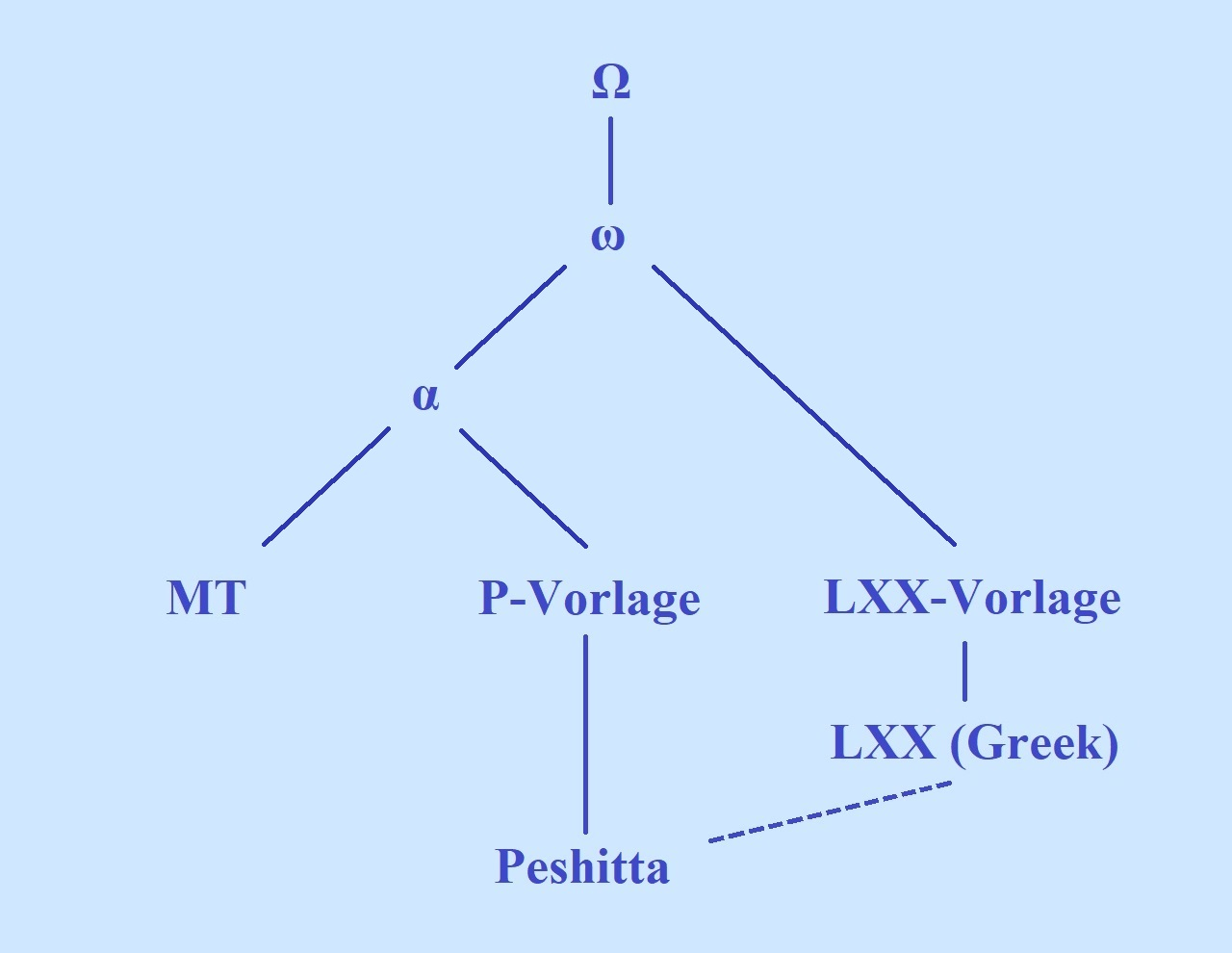
Zależność pomiędzy tekstem masoreckim, Septuagintą a Peszittą (wg Weitzmana). P-Vorlage oznacza tekst hebrajski wykorzystany przez tłumaczy Peszitty, LXX-Vorlage oznacza tekst hebrajski wykorzystany przez tłumaczy Septuaginty; MT – tekst masorecki.

Nazwa (ܦܫܺܝܛܬܳܐ albo ܦܫܝܼܛܬܵܐ pšīṭta) po raz pierwszy pojawia się w pismach Mojżesza bar Kefy (813–903). Pod względem gramatycznym jest to imiesłów w stronie biernej od ܦܫܛ, co pierwotnie znaczyło rozciągać. Na Wschodzie wymawiano Pshitta, na Zachodzie Pshitto. W XI wieku termin zaczął oznaczać prosty. Termin Peszitta może oznaczać prosty [przekład], zwykły, może też znaczyć szeroko rozpowszechniony. Nazwa często bywa traktowana jako analogia do Wulgaty. Analogia jednak nie zachodzi, choć w języku syryjskim stosowano ten termin w takim znaczeniu, co więcej takie znaczenie może być preferowane. Nie jest to jednak oczywiste, ponieważ hebrajski odpowiednik tego terminu (פְשַׁט) od XI wieku oznacza interpretację.
Jako miejsce powstania wskazywano Edessę lub Adiabene. Tłumacz miałby być Żydem nawróconym na chrześcijaństwo. 
Kolejność ksiąg Starego Testamentu jest zupełnie inna niż w Biblii hebrajskiej, Septuagincie czy Wulgacie. Księga Jozuego jest w Peszitcie księgą siódmą, gdyż szóstą w kolejności jest Księga Hioba występująca tu zaraz po Pięcioksięgu, księgi wielkich proroków umieszczone zostały po księgach małych proroków. 

## Stary Testament

Szóste błogosławieństwo (Mt 5,8) '
'Błogosławieni są czystego serca, bo oni ujrzą Boga.'

Początkowo w Syrii posługiwano się tekstem Septuaginty, greckim przekładem Starego Testamentu. Jednak przekład Starego Testamentu na język syryjski dokonany został z języka hebrajskiego, nie z Septuaginty. Jako prawdopodobne miejsce powstania wskazuje się często Edessę, około roku 200. 
Przekład Starego Testamentu został oparty na nieznanej współcześnie wersji tekstu hebrajskiego. Jego dwiema cechami charakterystycznymi są: staranność w oddaniu tekstu w poprawnym języku syryjskim (w odróżnieniu np. do skrajnej dosłowności obserwowanej w targumach czy przekładzie Akwili) oraz tendencja do wyjaśnienia nieścisłości, ukonkretnienia wieloznaczności tekstu hebrajskiego. Odrzuca się dziś powszechnie tezę o bezpośrednim pochodzeniu od aramejskich targumów. Niektóre badania wskazują na prawdopodobną genezę żydowską: Peszittę stworzyła jakaś wspólnota „nie-rabinicznych” Żydów, która uznała Jezusa za Mesjasza, „przynosząc” ze sobą także Biblię. 
W każdej biblijnej księdze tekst hebrajski wykorzystany przez tłumacza Peszitty ma to samo pochodzenie, co tekst, który legł u podstawy tekstu masoreckiego. Obserwowane dziś różnice pomiędzy Peszittą a tekstem masoreckim wynikają stąd, że podczas dalszej transmisji tekstu oba zostały zniekształcone przez pewną liczbę podrzędnych wariantów tekstowych. 
Tekst Peszitty po większej części stoi w bliskiej relacji do tekstu masoreckiego, jednak w licznych miejscach jest bliższy Septuagincie. Sprawa byłą badana przez licznych badaczy. Wielu z nich zauważyło, że pod względem tekstualnym Peszitta w licznych miejscach łączy się z Septuagintą przeciwko tekstowi masoreckiemu (Barnes, Cornill, Gelston, Pinkuss, Salkind, Janichs, Schoors). Najwięcej paralel zachodzi w Księdze Ezechiela, u 12 Małych Proroków, w  Przypowieściach, Pieśni nad Pieśniami i Kohelecie. Ponadto można to zjawisko sporadycznie zauważyć także w Księgach Rodzaju, Jozuego, Izajasza, Jeremiasza, Psalmach i Księdze Estery. Natomiast w przypadku Ksiąg Samuelowych, Królewskich, Hioba, Lamentacji oraz Kronik zjawisko to jest albo nieznaczne, albo nie zachodzi wcale. W przypadku Księgi Daniela Peszitta łączy się z przekładem Teodocjona. 
Jeszcze w starożytności wierzono, że Stary Testamentu Peszitty został przełożony przez więcej niż jedną osobę. Przypisany  Efremowi komentarz do 1 Krl 18,44 mówi o tłumaczach. Jednak Efrem nie jest autorem tego komentarza. W XIX wieku Joseph Perles zapoczątkował dyskusję nad liczbą tłumaczy. Użył argumentu, że niektóre księgi (np. Księga Hioba) zostały przełożone bardzo literalnie, inne natomiast nie (np. Księga Rut, Księgi Kronik). Zauważono także, że w Księdze Ezechiela tłumacz miał tendencję do skracania, a w księgach 12 Proroków nie. Według Weitzmana jedno i drugie nie może być przesądzającym argumentem za innym tłumaczem. Perles użył także argumentu, że pewne księgi wykazują większą zależność od Septuaginty, a pewne od targumów. 
Bar Hebraeus (1226-1286) przytoczył trzy legendy odnośnie powstania przekładu Starego Testamentu. Według jednej z nich został dokonany w czasach  Salomona na prośbę  Hirama, według drugiej po upadku państwa północnego Izraela, według trzeciej w czasach Tadeusza z Edessy, gdy królem Edessy był Abgar. W tradycji syryjskiej obecna jest także legenda, że Stary Testament przełożony został z Septuaginty. 
Krytycy tekstu nie przyznają Peszitcie tej roli, co innym starożytnym przekładom Starego Testamentu. Ocena ta wynika stąd, że na tekst Peszitty oddziałała Septuaginta. 

## Nowy Testament

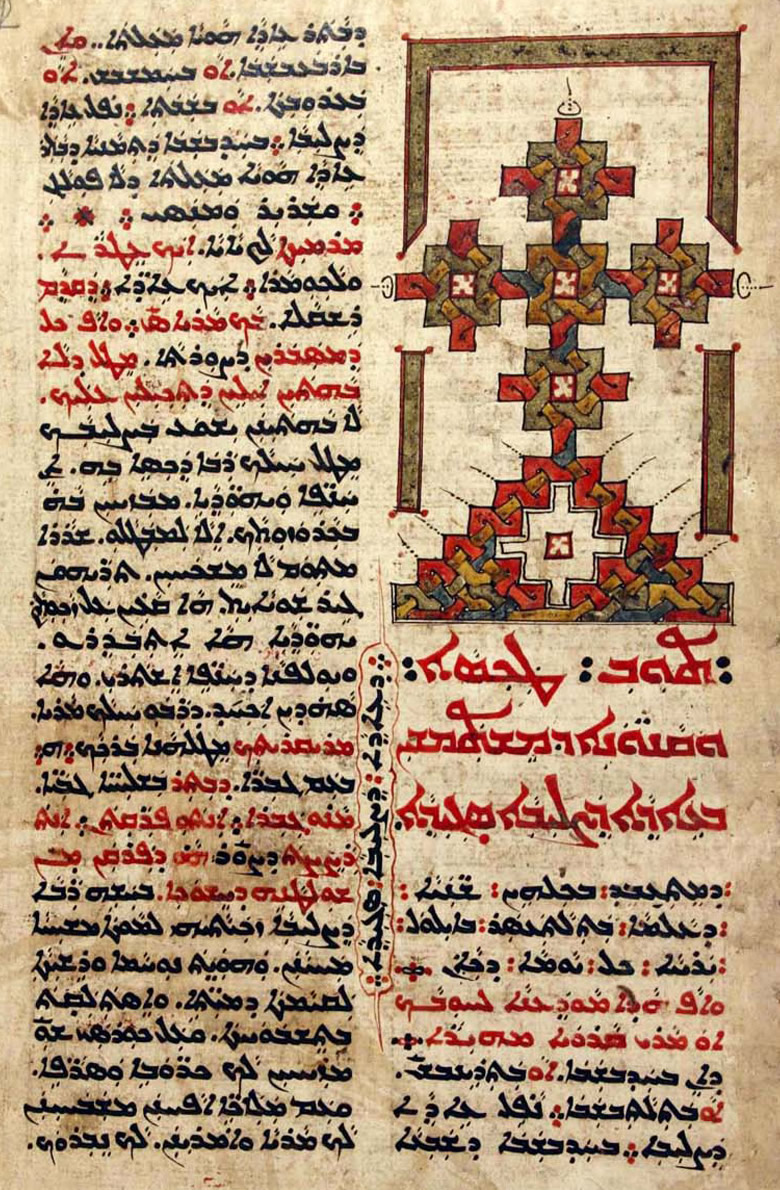
Lekcjonarz syryjski z XVII wieku

Nowy Testament przełożono znacznie później. Nie był to całkowicie nowy przekład, a rewizja przekładów starosyryjskich. Prawdopodobnie pochodzi od Diatessaronu Tacjana (koniec II w. n.e.), który miał ogromny wpływ na całe syryjskie chrześcijaństwo aż do V w. Ten znaczący wpływ jest widoczny m.in. w tzw. wersji Vetus Syra – przekładzie 4 Ewangelii z III w. na język syryjski (zachowanym w dwóch rękopisach z V w.). Oprócz tekstu Tacjana istniały najprawdopodobniej jeszcze inne wczesne próby przekładu Ewangelii na język syryjski. Peszitta powstała w V w. i z zamierzenia miała przybliżyć powyższe wcześniejsze przekłady do oryginału greckiego. 
Według Burkitta język grecki bardzo się różnił od syryjskiego i tłumaczowi Ewangelii było łatwiej oddać oryginalny sens tekstu, niż wyrazić greckie idiomy w języku syryjskim. 
Nowy Testament Peszitty stanowiony był pierwotnie przez 22 księgi. Cztery krótkie listy powszechne (2 Piotra, 2 Jana, 3 Jana, Judy) oraz Apokalipsa dodane zostały dopiero w VIII wieku. 
Francis Crawford Burkitt przypuszczał, że przekład Nowego Testamentu został dokonany przez Rabbulę, bp. Edessy. Arthur Vööbus wykazał jednak, że w pismach Rabbuli tylko nieliczne cytaty biblijne są zgodne z Peszittą, ponadto wśród zachowanych dzieł z V wieku żadne nie cytuje Peszitty. Oznacza to, że Peszitta powstała jeszcze później. Vööbus był zdania, że Peszitta powstała po śmierci Rabbuli, a stała się oficjalnym tekstem w Edessie w końcu V lub na początku VI wieku (dotyczy to tylko Ewangelii Peszitty). Pewnym jest tylko to, że przekład powstał przed rozłamem w Kościele Syryjskim (po 542 roku), ponieważ jest używany zarówno przez syryjskich nestorian i monofizytów. Niektórzy badacze twierdzą, że tekst Peszitty w NT to raczej efekt dłuższego procesu niż pojedynczej inicjatywy. 
Według rozpowszechnionej w XIX wieku opinii Nowy Testament Peszitty w odróżnieniu od przekładów starosyryjskich reprezentuje tekst bizantyjski. Jednak przeprowadzone w XX wieku dokładniejsze badania wykazały, że tekst Peszitty jest niejednolity. Tekst ewangeliczny Peszitty tylko w połowie reprezentuje tekst bizantyjski (w 30% tekst zachodni). W  Ewangelii Marka znajduje się wielka liczba wariantów starosyryjskich. W innych partiach Nowego Testamentu udział tekstu bizantyjskiego jest znacznie mniejszy. Nie zawiera niektórych charakterystycznych dla standardowego tekstu bizantyjskiego dodatków, jak np. Łk 22,17-18 i Pericope adulterae (J 7,53-8,1). Tekstów tych nie zawierają również najstarsze rękopisy bizantyjskie. 
Ewangelie zasadniczo reprezentują tekst bizantyjski, niektóre partie Dziejów – tekst zachodni, z licznymi naleciałościami tekstu  aleksandryjskiego (np. Mt 14, 12; 15,4; Mk 1,2; J 1,18) i cezarejskiego. George Henry Gwilliam wykazał, że w Mt 1-14 Peszitta jest zgodna z Textus receptus tylko 108 razy, z Kodeksem Watykańskim 65 razy, w 137 przypadkach różni się od obu i wspiera przekłady starosyryjskie albo starołacińskie, w 31 przypadkach ma swoje własne warianty. W Ewangelii Marka tekst nie jest zgodny ani z tradycją aleksandryjską, ani zachodnią, ani cezarejską. Hope Broome Dows zbadała 135 wyselekcjonowanych wariantów Ewangelii Marka. 48,9% owych wariantów było zgodnych z tekstem bizantyjskim, 29,1% z tekstem zachodnim. Wiele wariantów w Ewangelii Marka jest zgodna ze starosyryjskim przekładem. Badania te obaliły obiegową opinię, że Peszitta przekazuje tekst bizantyjski. W Dziejach Apostolskich przekazuje wiele zachodnich wariantów. 
Nowy Testament Peszitty stał się na początku VI w. podstawową nowego tłumaczenia, które już prawie dosłownie oddawało grecki oryginał, dokonanego z polecenia Filoksenosa z Mabbug (filokseński [syrph], niezachowany). To wydanie z kolei zostało użyte przez Tomasza z Harkel w VII w. do przygotowania jego tłumaczenia (wraz z podstawowym „aparatem krytycznym”), zachowanego do dziś i zwanego harkleńskim (syrh). Alternatywne wytłumaczenie historii tych wydań mówi o tym, że Tomasz jedynie wykorzystał tekst Filoksenosa i zaopatrzył go w swój aparat. 

## Właściwości przekładu

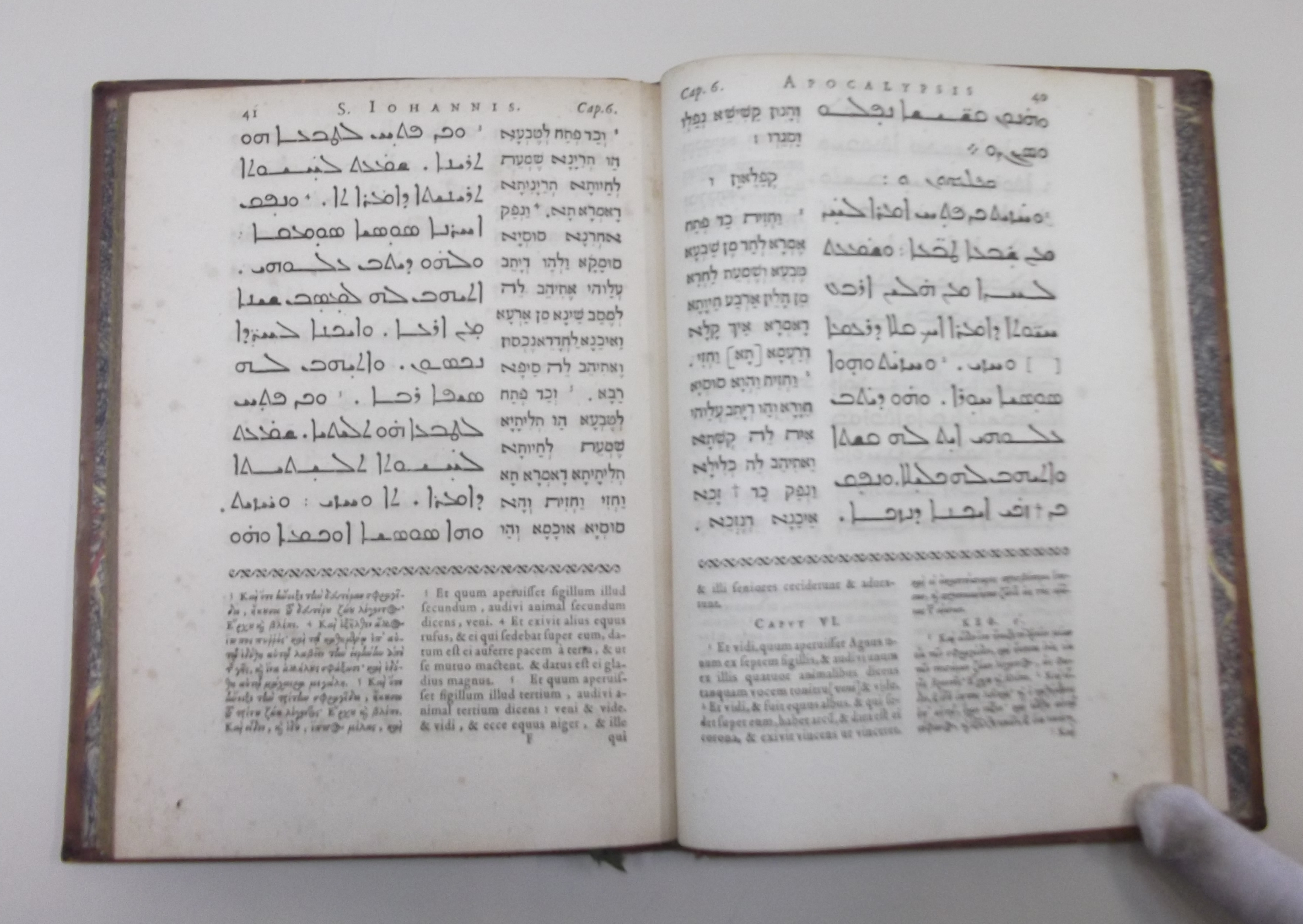
[BIBLIA. N.T. Apokalipsa. Poliglota.] Gelyānā ude-Yoḥanan qaddīsha, id est, Apocalypsis Sancti Iohannis. — Lugduni Batavorum : Ex Typ. Elzeviriana, 1627.

- Rdz 1,1 – „Na początku stworzył Bóg istotę nieba i istotę ziemi”[27]
- Rdz 4,25 – dodane słowo „Ewą” przed „swoją żoną”[28]
- Rdz 13,18 – dodane słowo „amorycki” po słowie „Mamre”[28]
- 2 Krl 23,29 – dodane zostało Mabbug jako cel wyprawy faraona Necho II[29]
- 2 Krn 35,20 – Karkemisz zostało zamienione na Mabbug[29]
- J 1,18 – „Jednorodzony Bóg”[30]

## Najważniejsze rękopisy
- British Library, MS Add. 14425 – zawiera księgi ST, opatrzony datą 463/464 rok;
- British Library, Add. 14470 – zawiera 22 księgi Nowego Testamentu, powstał w V/VI wieku;
- Biblioteca Ambrosiana, B. 21 inf (7a1) – zawiera cały ST, odkryty przez Antonio Cerianiego w 1866 roku i opublikowany w latach 1876–1883, rękopis datowany na VI/VII wiek, uważany za najlepszy zachowany tekst, przyjęty za podstawę dla wydania krytycznego z Leiden (2019);
- Bibliothèque nationale de France, Syr. 341 (8a1) – zawiera cały ST, VIII wiek, uważany dziś przez niektórych za zachowujący starszy tekst niż 7a1;
- Bibliteca Laurenziana, Or. 58 – zawiera cały ST;
- Cambridge University Library, Oo. I.1,2 – zawiera cały ST, powstał w XII wiek;
- Codex Phillipps 1388 – zawiera cztery Ewangelie, powstał w V/VI wieku.
- Ewangelie Rabbuli – zawiera cztery Ewangelie, powstał w VI wieku.
- Kodeks Kaburis – zawiera 22 księgi Nowego Testamentu, powstał w X wieku[31].

## Historia wydań

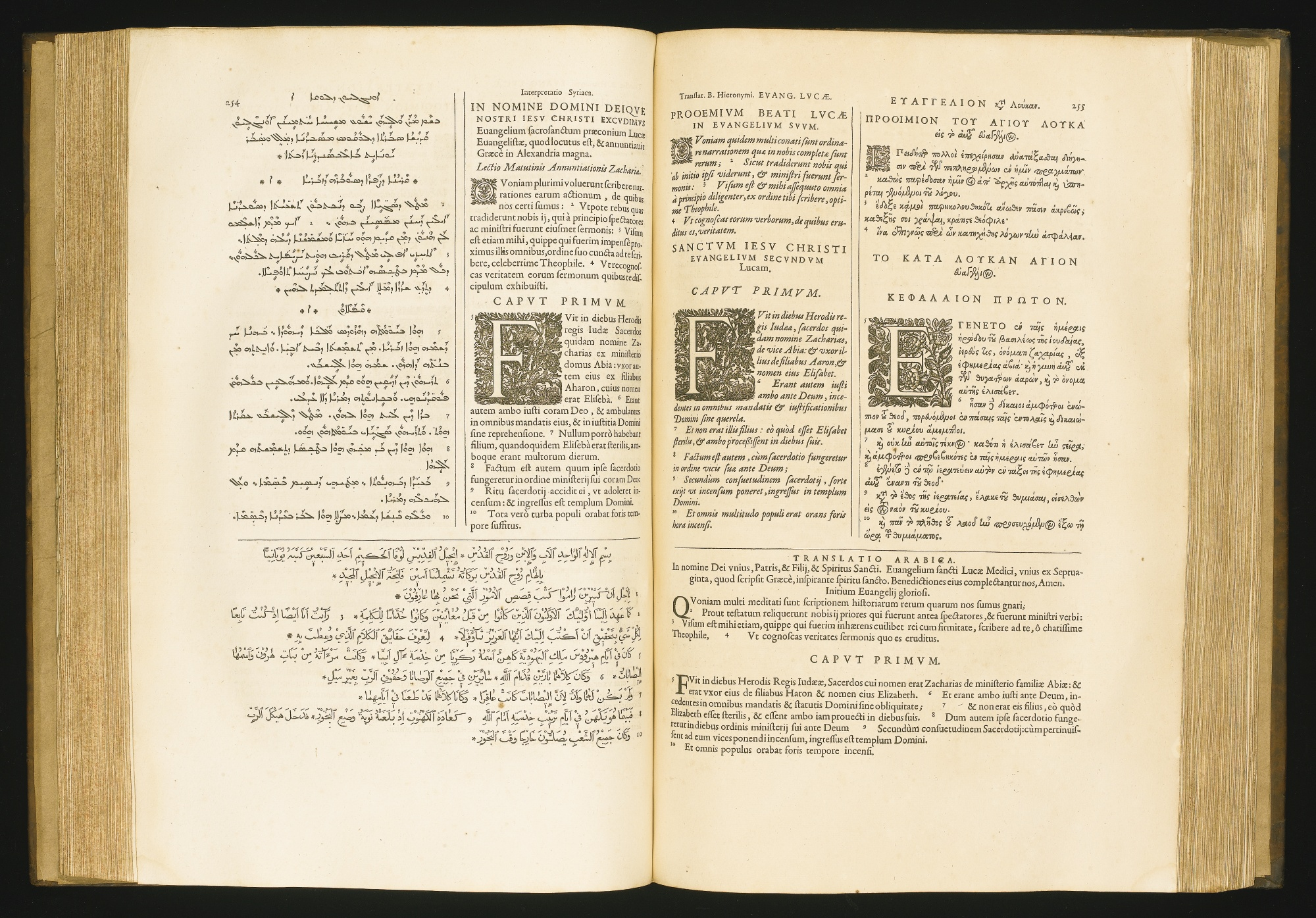
Poliglota paryska

Pierwsze drukowane wydanie Nowego Testamentu według Peszitty ukazało się w roku 1555 w Genewie. Wydanie przygotował Johann Albrecht Widmanstadt. Tekst czterech Ewangelii Widmanstadt oparł na zaledwie dwóch syryjskich rękopisach. 
Zainteresowanie Starym Testamentem Peszitty wśród zachodnich uczonych rozpoczęło się w połowie XVII wieku. Pierwszy zbiór rękopisów Peszitty przygotował Gabriel Sionita na potrzeby paryskiej Poligloty, wydanej w 1645 roku. Tekst Starego Testamentu bazował na niemalże współczesnym mu rękopisie (Codex syriaque b z Francuskiej Biblioteki Narodowej) i o niewielkiej wartości tekstualnej. Współcześni krytycy tekstu nisko oceniają to wydanie, jednak stało się ono podstawą dla następnych wydań. Londyńska Poliglota z 1657 roku wykorzystała dwa dalsze rękopisy, oba jednak pochodziły z XVII wieku. 
W XIX wieku ukazały się trzy wydania. W roku 1823 Samuel Lee wydał tekst Starego Testamentu. Twierdził w przedmowie, że wykorzystał wczesne rękopisy, lecz nie podał źródeł. Wydanie doczekało się licznych reprintów. Badacze ustalili później, że Lee oparł się na dwóch wspomnianych wyżej poliglotach, które poprawił w nielicznych miejscach. 
W 1852 roku American Protestant Missionary Society wydało Peszittę. Wydanie różniło się od europejskich, w wielu miejscach podąża za nestoriańskimi rękopisami. Jest to poprawione wydanie Samuela Lee. W latach 1887–1891 ukazało się wydanie przygotowane przez dominikańskich mnichów z Mosulu. Ukazywały się też cząstkowe krytyczne wydania Peszitty. William Emery Barnes wydał w 1904 roku tekst Księgi Psalmów, a w 1914 roku Pentateuch Peszitty opierając się na rękopisie z V wieku. 
W 1961 roku Instytut Peszitty w Lejdzie sporządził listę rękopisów. Na potrzeby przygotowywanego wydania krytycznego skolacjonowano wszystkie rękopisy do wieku XII, jakkolwiek w niektórych przypadkach wykorzystano nawet rękopisy z XIX wieku. 
W 2019 roku instytut Peszitty w Lejdzie wydał krytyczne wydanie tekstu Starego Testamentu według Peszitty. Wykorzystano wszystkie dostępne rękopisy. 

## Znaczenie

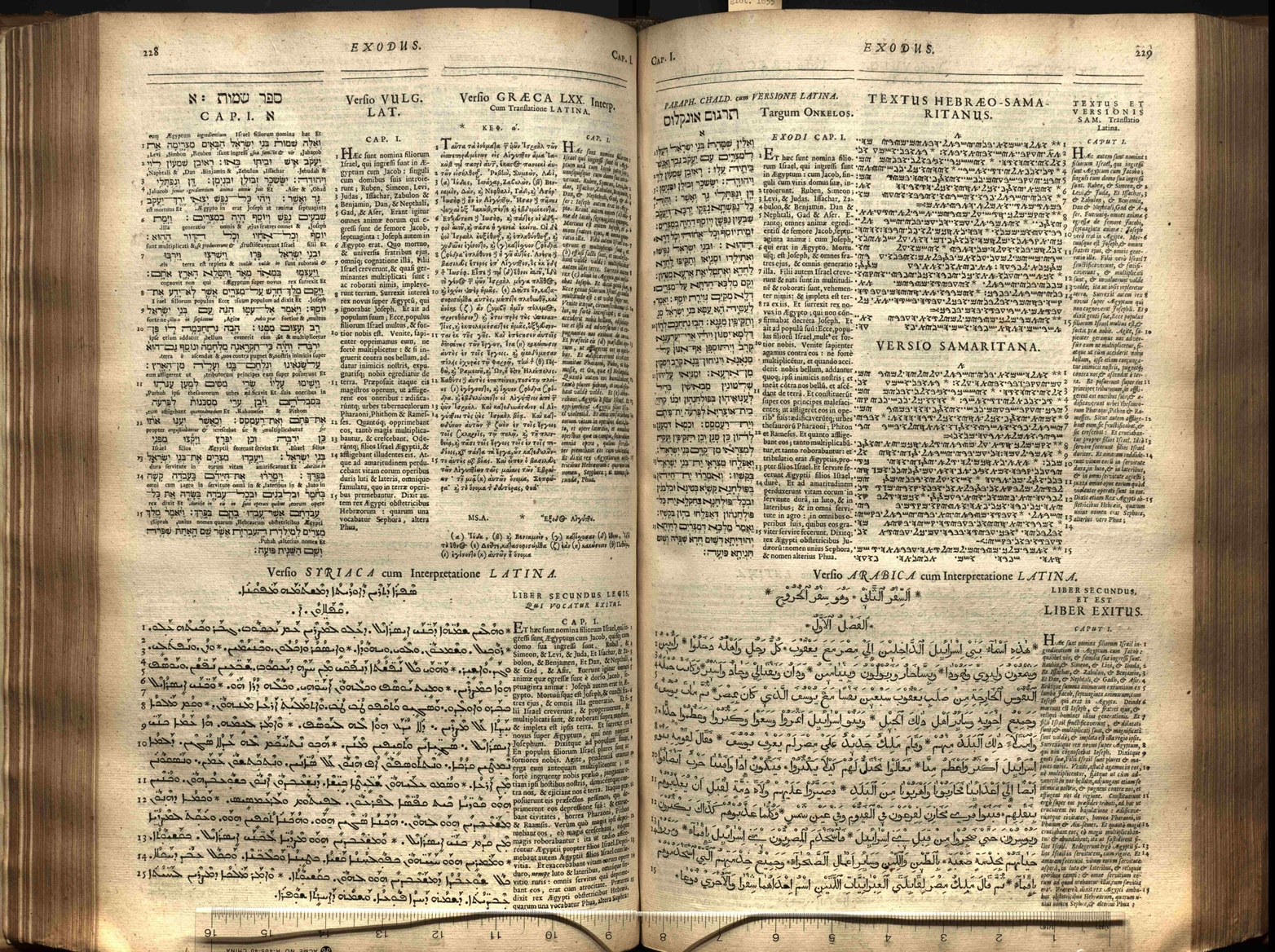
Londyńska Poliglota

Peszitta była tłumaczona na język arabski. Przekład zachował się tylko w cytatach, przede wszystkim w cytatach 'Ali ibn Rabbana, który konwertował z chrześcijaństwa na islam i w połowie IX wieku napisał dzieło w obronie islamu. W dziele tym cytuje zarówno Stary jak i Nowy Testament tego przekładu. Cytatów ze Starego Testamentu jest ponad 200, z czego połowa dotyczy Księgi Izajasza. Z jego cytatów wynika, że przekład arabski miał charakter dynamiczny i dodawał do tekstu biblijnego wyjaśniające słowa i frazy, nieobecne w tekście Peszitty. 'Ali ibn Rabban był zdania, że Ewangelista Marek przełożył Peszittę na syryjski. 
Badania nad tekstem Starego Testamentu Peszitty są ważne z punktu widzenia krytyki tekstu. Pod względem znaczenia ustępuje tylko Septuagincie. Tekst hebrajski wykorzystany przez tłumaczy jest starszy i lepszy niż tekstu masoreckiego. Peszitta jest też ważna jako pomnik języka syryjskiego, jest także ważnym świadkiem wczesnej egzegezy. Badacze znaczą część swej uwagi poświęcili ewentualnej zależności Peszitty od targumów. Zauważono wiele paralel pomiędzy Peszittą a targumami, zwłaszcza w Pentateuchu. 
Krytycy tekstu w pierwszej kolejności sięgają po syryjskie rękopisy Peszitty. Sięgają one do V wieku. W drugiej kolejności traktowane są patrystyczne cytaty w języku syryjskim i arabskim. Nie dają one jednak zgodnego tekstu, co stawia wyzwanie przed krytykami tekstu. 
Język syryjski jest bliski językowi, którym posługiwał się Jezus, dlatego myśl autorów Nowego Testamentu łatwiej jest wyrazić w tym języku niż języku greckim. 

### Wydania Peszitty
- Samuel Lee: Vetus et Novum Testamentum Syriace. Londini: British and Foreign Biblical Society, 1823. (syr.). Brak numerów stron w książce
- James Murdock: The Syriac New Testament. Boston: H.L. Hastings, 1915, s. 1-507. (syr.).
- Faustus Naironus: Sacrosancta Jesu Christi Evangelia (Vol 1). Romae: Typis Sacrae Congregationis de Propaganda Fide, 1703, s. 1-500.
- Faustus Naironus: Novum Testamentum Syriacum et Arabicum. Tomus Secundus. Romae: Typis Sacrae Congregationis de Propaganda Fide, 1703, s. 1-606.
- The Old Testament in Syriac. London: Trinitarian Bible Society, 1913, s. 1-530. (syr.).
- The Peshitta Psalter According to the West Syrian Text. ed. W.E. Barnes. Cambridge: At the University Press, 1904, s. 1-294. (syr.).
- Syriac Bible. United Bible Societies, 1987. ISBN 0-564-03212-3. (syr.).

### Opracowania
- Eberhard et Erwin Nestle: Novum Testamentum Graece. communiter editerunt: B. et K. Aland, J. Karavidopoulos, C.M. Martini, B.M. Metzger. Wyd. 27. Stuttgart: Deutsche Bibelgesellschaft, 2001, s. 1-812. ISBN 978-3-438-05100-4. [NA27]
- Joshua Bloch. The Influence of the Greek Bible on the Peshitta. „The American Journal of Semitic Languages and Literatures”. Vol. 36, No. 2, s. 161-166, Jan. 1920.
- Sebastian P. Brock: The Bible in the Syriac Tradition: English Version. Gorgias Press LLC, 2006. ISBN 1-59333-300-5. (ang.). Brak numerów stron w książce
- Geoffrey W. Bromiley: The International Standard Bible Encyclopedia: Q-Z. 1995, s. 976. ISBN 0-8028-3784-0.
- Francis C. Burkitt: Ancient Versions of the New Testament. W: Criticism of the New Testament. New York: 1902, s. 83.
- Ferdinand Deist: Towards the text of the Old Testament. Pretoria: N.G. Kerkboekhandel Transvaal, 1981. ISBN 0-7987-0158-7.
- P.B. Dirksen. The Peshiṭta and Textual Criticism of the Old Testament. „Vetus Testamentum”. Vol. 42, Fasc. 3, s. 376-390, Jul. 1992.
- P.B. Dirksen: La Peshitta dell'Antico Testamento. Brescia: 1993. ISBN 88-394-0494-5. (fr.). Brak numerów stron w książce
- Andreas K. Juckel. Septuaginta and Peshitta Jacob of Edessa quoting the Old Testament in Ms BL Add 17134. „Journal of Syriac Studies”, 2003.
- Andreas K. Juckel. Research on the Old Syriac Heritage of the Peshitta Gospels. A Collation of MS Bibl. Nationale syr. 30 (Paris). „Journal of Syriac Studies”. Vol. 12.1, s. 41-115, 2009. (ang.).
- Bruce M. Metzger: The Early Versions of the New Testament: Their Origin, Transmission, and Limitations. Wyd. 3. Oxford: Clarendon Press, 1977. ISBN 0-19-826170-5. (ang.).
- Craig E. Morrison: Peshitta. W: Textual History of the Bible. The Hebrew Bible, Volume 1B. Pentateuch Former and Latter Prophets. pod red. A. Lange, E. Tov. Leiden-Boston: 2016, s. 375-382.
- Alphonse Mingana. Syriac Versions of the Old Testament. „The Jewish Quarterly Review”. 6, s. 385-397, 1916.
- Bleddyn J. Roberts: The Old Testament Text and Versions. Cardiff: University of Wales Press, 1951, s. 1-326.
- M.P. Weitzman: The Syriac Version of the Old Testament. Cambridge: Cambridge University Press, 2005. ISBN 0-521-01746-7.